# Nature Valley Open 2019
Die Nature Valley Open 2019 waren ein WTA-Tennisturnier der WTA Tour 2019 für Damen und ein ATP-Tennisturnier der ATP Challenger Tour 2019 für Herren in Nottingham und fanden parallel vom 10. bis 16. Juni 2019 statt.

## Damenturnier
→ Qualifikation: Nature Valley Open 2019/Damen/Qualifikation